# Цвєтков Олексій Сергійович
Олексій Сергійович Цвєтков (рос. Алексей Сергеевич Цветков; 28 серпня 1981, м. Рибінськ, СРСР) — російський хокеїст, центральний нападник. Виступає за «Динамо» (Москва) у Континентальній хокейній лізі.  
Вихованець хокейної школи «Сєвєрсталь» (Череповець). Виступав за «Сєвєрсталь» (Череповець), СКА (Санкт-Петербург), «Салават Юлаєв» (Уфа), ХК МВД.
Досягнення
- Володар Кубка Гагаріна (2013).
- Фіналіст Кубка Гагаріна (2010).